# Florestan I van Monaco
Tancred Florestan Rogier Lodewijk Grimaldi (Parijs, 10 oktober 1785 – aldaar, 20 juni 1856) was vorst van Monaco van 2 oktober 1841 tot aan zijn dood in 1856.
Hij was de tweede zoon van prins Honorius IV en volgde zijn broer Honorius V op die zonder wettelijke opvolger was overleden. 
Onvoorbereid op deze taak - hij was acteur bij een theatergezelschap - liet hij het feitelijke bestuur over aan zijn echtgenote Maria Caroline Gibert de Lametz, eveneens een actrice die hij huwde in 1816. 
Tijdens zijn regeerperiode kwamen de plaatsen Menton en Roquebrune-Cap-Martin in opstand en verklaarden zichzelf onafhankelijk onder de bescherming van het koninkrijk Sardinië. Deze plaatsen maakten 80% uit van de oppervlakte van het prinsdom. In het jaar 1861, bij de assimilatie van Sardinië door het ontstane koninkrijk Italië, werden de plaatsen formeel aan Frankrijk afgestaan.
Het vorstelijke paar had twee kinderen:
- prins Karel, als troonopvolger (1818-1889)
- prinses Florestine (1833-1897)

Reinier I · Karel I, Anton, Reinier II en Gabriël · Lodewijk en Jan I · Lodewijk · Ambrosius en Jan I · Jan I · Catalanus · Claudine · Lambert · Jan II · Lucianus · Augustinus · Honorius I · Karel II · Hercules · Honorius II · Lodewijk I · Anton I · Louise Hippolyte · Jacobus I · Honorius III · Honorius IV · Honorius V · Florestan I · Karel III · Albert I · Lodewijk II · Reinier III · Albert II